# Pseudopallene pachycheira
Pseudopallene pachycheira là một loài nhện biển trong họ Callipallenidae. Loài này thuộc chi Pseudopallene. Pseudopallene pachycheira được miêu tả khoa học năm 1885 bởi Haswell.